# Raixid-ad-Din Sinan
Raixid-ad-Din Sinan ibn Salman ibn Muhàmmad Abu-l-Hàssan al-Basrí (àrab: سنان بن سلمان بن محمد رشيد الدين, Sinān b. Salmān b. Muḥammad Raxīd ad-Dīn) (vers 1126/1135-1192/1193), conegut com el Vell de la Muntanya (àrab: شيخ الجبل, Xayẖ al-Jabal), fou el cap més important dels ismaïlites nizarites de Síria.

## Biografia
Era originari d'una família xiïta de la rodalia de Bàssora. De jove va anar a Alamut per seguir formació ismaïlita i fou el company de l'hereu Hàssan II que quan va pujar al tron el 1162 el va enviar a Síria. Va estar primer a Kahf, una fortalesaal Jabal Bahra. La mort del cap nizarita de Síria xeic Abu-Muhàmmad va desfermar la lluita pel poder però el dai d'Alamut va designar a Sinan (1164). Inicialment va residir a Kahf, a Masyaf o a Kadmus, reorganitzant la dawa ismaïlita, reforçant les fortaleses que tenien i adquirint-ne de noves. Va crear el cos dels fidais o fidawis, que eren incondicionals disposats a morir i encarregats d'eliminar els principals enemics de la secta; les seves activitats, exagerades per la imaginació popular, va donar lloc a una sèrie de llegendes entre els croats; aquests fanàtics foren coneguts com els assassins (hashashin). Sinan fou llavors conegut com el Vell de la Muntanya. El 1164 Hasan II va proclamar la kiyama a la comunitat ismaïlita de Pèrsia i poc després (vers 1165) Sinan va proclamar la pròpia kiyama a la de Síria, però mai va arrelar gaire. Sinan tenia com a enemic més perillós al zengita Nur al-Din Mahmud però també era hostilitzat pels cavallers Hospitalaris i Templaris. Raixid-ad-Din Sinan va establir bones relacions amb els croats i el 1173 va enviar una ambaixada al rei Amalric I de Jerusalem. Mort Nur-ad-Din Mahmud el 1174, els ismaïlites van entrar en conflicte amb Saladí, que feia la guerra als croats i intentava dominar Síria central, i es van aliar als zengites d'Alep que patien la mateixa amenaça. Entre 1174 i 1176 va intentar matar dues vegades a Saladí, sense èxit. En revenja Saladí va assetjar Masyaf però finalment es va acordar una treva. El 1192 un dels sectaris va matar el rei Conrad de Montferrat i això va complicar els darrers mesos del govern de Sinan; els croats van acusar d'instigadors als aiúbides. Al mateix temps tenia alguns dificultats amb l'imam Muhàmmad II d'Alamut (1166–1210). Va morir entre 1192 i 1193.